# Arnaud Di Pasquale
Arnaud Di Pasquale es un exjugador profesional de tenis francés nacido el 11 de febrero de 1979 en Casablanca, Marruecos. En los Juegos Olímpicos de Sídney 2000 obtuvo la medalla de bronce tras caer en semifinales ante el ruso Yevgeny Kafelnikov y posteriormente derrotar al suizo Roger Federer.

## Títulos (1)

### Individuales (1)
| Leyenda                |
| Grand Slam (0)         |
| Tennis Masters Cup (0) |
| ATP Masters Series (0) |
| ATP Tour (1)           |

| N.º | Fecha                | Torneo  | Superficie    | Oponente en la final | Resultado |
| --- | -------------------- | ------- | ------------- | -------------------- | --------- |
| 1.  | 4 de octubre de 1999 | Palermo | Tierra batida | Alberto Berasategui  | 6-1 6-3   |

### Finalista en individuales (1)
- 1998: Bucarest (pierde ante Francisco Clavet).